# 揚·希穆內克
恩·施蒙歷（捷克語：Jan Šimůnek，ˈjan ˈʃimuːnɛk，1987年2月20日—）是一名捷克足球運動員，擔任後衛，現時效力德甲球隊凱沙羅頓。

## 榮譽
禾夫斯堡
- 德國甲組聯賽 冠軍：2008-2009賽季

## 外部連結
- www.vflwolfsburg.de 恩·施蒙歷檔案
- fussballdaten.de 恩·施蒙歷數據 （页面存档备份，存于） （德文）
- kicker.de 恩·施蒙歷檔案 （页面存档备份，存于） （德文）